# Selun
Selun är en bergstopp i Schweiz. Den ligger i distriktet Wahlkreis Sarganserland och kantonen Sankt Gallen, i den östra delen av landet. Toppen på Selun är 2 205 meter över havet. Selun ingår i Churfirsten.
Den högsta punkten i närheten är Brisi, 2 279 meter över havet, 1,6 km öster om Selun.
I omgivningarna runt Selun förekommer i huvudsak kala bergstoppar och gräsmarker.